# Selbsthaltefunktion
Bei einer Selbsthaltefunktion oder Selbsthalteschaltung wird mit einem kurzen Schaltbefehl (zum Beispiel bei Tastendruck) ein dauernder Zustandswechsel ausgelöst. Eine solche Funktion ist häufig
an Elektroinstallationen von Anlagen und Maschinen vorzufinden.
Selbsthalteschaltungen werden traditionell mit Relais oder Schützen realisiert, sie haben in der Elektronik ihre Entsprechung im Flipflop. Auch bei pneumatischen und hydraulischen Schaltungen sind Selbsthaltungen möglich.
Ein häufiges (jedoch nicht zwingendes) Merkmal der Selbsthalteschaltung ist, dass der Steuerstromkreis getrennt vom Arbeitsstromkreis ist. Die Steuerspannung kann dann auch eine Schutzkleinspannung sein. Üblich sind Gleichspannung (6 V, 24 V, 100 V, 220 V) und Wechselspannung (24 V, 42 V, 230 V).

## Selbsthalteschaltung

Animation zur Selbsthaltung (vorrangig rücksetzend)

Die Selbsthalteschaltung besteht aus einem Relais, zwei Tastern und einem Kontakt (Schließer) des Relais. Wenn der Taster S2 (Schließer) betätigt wird, zieht das Relais K1 an und schließt den Kontakt K1. Wenn der Taster S2 nun losgelassen wird, überbrückt ihn der Kontakt K1 und das Relais bleibt weiterhin angezogen. Durch Betätigung des Tasters S1 (Öffner) wird das Relais stromlos und fällt ab, K1 ist damit offen. Wenn S2 betätigt wird, würde wieder K1 anziehen und in die Selbsthaltung gehen.
Je nach Position des unterbrechenden Kontakts S1 unterscheidet man zwischen vorrangig setzend und vorrangig rücksetzend. Ist S1 so wie im Bild rechts gezeigt verdrahtet, so spricht man von vorrangig rücksetzend, da bei einem gleichzeitigen Betätigen von S1 und S2 das Relais nicht anziehen würde.
Für eine vorrangig setzende Schaltung – also bei der beim gleichzeitigen Betätigen von S1 und S2 das Relais K1 anzieht – müssen S1 und der Schließer von K1 in Reihe mit S2 parallel geschaltet werden.

## Anwendung
Die Selbsthalteschaltung wird in Steuerstromkreisen als Aktor mit Speicherfunktion benutzt, bei dem der Schalter, z. B. ein Motorschütz, nach seiner Aktivierung durch einen externen Steuerimpuls, sich durch die Selbsthaltung selber aktiviert hält, solange die Stromversorgung besteht. Dadurch kann sie auch aus Sicherheitsgründen dazu verwendet werden, dass sie sich nach Stromausfall selbst zurücksetzt in den nichtaktiven Zustand. So verhindert sie z. B., dass eine Werkzeugmaschine wieder selbsttätig anläuft, wenn durch die Netzspannungswiederkehr nach einem Stromausfall die Maschinen-Stromversorgung wieder selbsttätig aufgebaut wird. (Ein selbsttätiges Anlaufen von Motoren nach Spannungswiederkehr würde eine Gefahr für den Bediener darstellen). In dem Steuerstromkreis zum Aktivieren eines Motors können sich zusätzlich die Schaltkontakte von Schutz- und Überwachungseinrichtungen befinden (z. B. Türkontakt, Motorschutzschalter, Übertemperatur-Schalter, Notaus-Taster).

### Erhöhte Sicherheit
Für sicherheitsrelevante Schaltungen entsprechend der Maschinenrichtlinie gibt es sogenannte Not-Aus-Schaltgeräte (nicht zu verwechseln mit Notaus-Tastern). Diese gewährleisten mit doppelt vorhandenen, in Reihe liegenden Kontakten das sichere Abschalten einer Maschine entsprechend der erforderlichen Sicherheitskategorie. Sie enthalten, auch durch zwangsgeführte Kontakte, sichere Selbsthalteschaltungen zum Anschluss von Notaus-Tastern, Starttasten und Endschaltern (zum Beispiel von Schutztüren) oder Lichtvorhängen. Manchmal enthalten sie auch die erforderlichen Schütze bzw. Lastrelais.
Um das Abfallen der Relais bzw. Schütze überwachen zu können, sind diese mit zwangsgeführten Kontakten ausgeführt: falls ein Kontakt verschweißt und nicht öffnet, bleiben auch alle anderen Schließer-Kontakte geschlossen und verhindern ein Wiedereinschalten, welches zu diesem Zweck über die Öffner-Kontakte erfolgt.

## Elektronische Verkörperung
Heute sind Selbsthaltefunktionen oft in Speicherprogrammierbaren Steuerungen (SPS) in Software-Form realisiert. Das trifft neben Maschinen auch auf Aufzüge, Krane und Verkehrsampeln zu.
Die bei SPS gebräuchliche grafische Programmiersprache „KOP“ (siehe Kontaktplan) enthält Schaltsymbole für „die Abfrage auf logisch 1“ sowie „die Abfrage auf logisch 0“.
Eine schematisch dargestellte Relaisspulen stellt einen Ausgang bzw. Merker dar. Die Programmiersprache „KOP“ hat eine gewisse Ähnlichkeit zu Stromlaufplänen in „aufgelöster Darstellung“.
Die elektronische Entsprechung einer Selbsthalteschaltung ist das RS-Flipflop, welches z. B. aus zwei NOR-Gattern erzeugt werden kann.